# Anschaffungs- und Herstellungskosten
Unter Anschaffungs- und Herstellungskosten (oft abgekürzt AHK oder AK und HK) versteht man im Rechnungswesen der Unternehmen die Aufwendungen, die notwendig sind, um einen Vermögensgegenstand bzw. ein Wirtschaftsgut zu erwerben oder herzustellen und in einen betriebsbereiten Zustand zu versetzen.

## Allgemeines
Die AHK werden nach den handels- bzw. steuerrechtlichen Vorschriften ermittelt und der Vermögensgegenstand wird im Zugangszeitpunkt mit diesen in der erfolgsneutral Bilanz aktiviert. Bei selbst hergestellten Erzeugnissen wird der Zugang oft erst bei Abschlusserstellung gewinnwirksam in der Gewinn- und Verlustrechnung erfasst und die Erfassung des Aufwands dadurch neutralisiert. In späteren Perioden erfolgen dann ggf. planmäßige und außerplanmäßige Abschreibungen.

## Handelsrechtliche Bewertung

### Anschaffungskosten
Anschaffungskosten werden entsprechend § 255 Abs. 1 HGB bewertet mit den „Aufwendungen, die geleistet werden, um einen Vermögensgegenstand zu erwerben und ihn in einen betriebsbereiten Zustand zu versetzen, soweit sie dem Vermögensgegenstand einzeln zugeordnet werden können.“ Dazu gehören auch Nebenkosten sowie nachträgliche Anschaffungskosten. Entsprechend sind Anschaffungspreisminderungen abzusetzen.

### Herstellungskosten
Herstellungskosten werden entsprechend § 255 Abs. 2, 2a und 3 HGB definiert als „die Aufwendungen, die durch den Verbrauch von Gütern und die Inanspruchnahme von Diensten für die Herstellung eines Vermögensgegenstands, seine Erweiterung oder für eine über seinen ursprünglichen Zustand hinausgehende wesentliche Verbesserung entstehen. Dazu gehören die Materialkosten, die Fertigungskosten und die Sondereinzelkosten der Fertigung sowie angemessene Teile der Materialgemeinkosten, der Fertigungsgemeinkosten und des Werteverzehrs des Anlagevermögens, soweit dieser durch die Fertigung veranlasst ist. Bei der Berechnung der Herstellungskosten dürfen angemessene Teile der Kosten der allgemeinen Verwaltung sowie angemessene Aufwendungen für soziale Einrichtungen des Betriebs, für freiwillige soziale Leistungen und für die betriebliche Altersversorgung einbezogen werden, soweit diese auf den Zeitraum der Herstellung entfallen. Forschungs- und Vertriebskosten dürfen nicht einbezogen werden. [...] Zinsen für Fremdkapital, das zur Finanzierung der Herstellung eines Vermögensgegenstands verwendet wird, dürfen angesetzt werden, soweit sie auf den Zeitraum der Herstellung entfallen; in diesem Falle gelten sie als Herstellungskosten des Vermögensgegenstands.“
Während die Ermittlung der AHK bei den Anschaffungskosten von Wirtschaftsgütern weitgehend unkompliziert ist, erfordert die Berücksichtigung der Herstellungskosten ein ganzes System der Verrechnung von betrieblichen Kosten auf die Wirtschaftsgüter. Da hier Daten der internen Kostenrechnung mit den Daten des externen Rechnungswesens in Bezug stehen, müssen gegebenenfalls die Daten abgestimmt und auf Einhaltung der rechtlichen Regelungen untersucht werden.

### Folgebewertung
Gemäß § 253 Abs. 3 HGB sind bei Vermögensgegenständen des abnutzbaren Anlagevermögens „die Anschaffungs- oder die Herstellungskosten um planmäßige Abschreibungen zu vermindern. Der Plan muss die Anschaffungs- oder Herstellungskosten auf die Geschäftsjahre verteilen, in denen der Vermögensgegenstand voraussichtlich genutzt werden kann. Ohne Rücksicht darauf, ob ihre Nutzung zeitlich begrenzt ist, sind bei Vermögensgegenständen des Anlagevermögens bei voraussichtlich dauernder Wertminderung außerplanmäßige Abschreibungen vorzunehmen, um diese mit dem niedrigeren Wert anzusetzen, der ihnen am Abschlussstichtag beizulegen ist. Bei Finanzanlagen können außerplanmäßige Abschreibungen auch bei voraussichtlich nicht dauernder Wertminderung vorgenommen werden.“
Im externen Rechnungswesen stellen die AHK (ggf. abzüglich eines zu erwartenden Restwerts, sogenannte „fortgeführte AHK“) den Maximalbetrag der Abschreibung dar, während in der Kostenrechnung teilweise andere Werte, z. B. der Wiederbeschaffungswert, zugrunde gelegt werden.

## Steuerliche Bewertung
Die AHK werden entsprechend dem Maßgeblichkeitsprinzip des § 5 Abs. 1 EStG von der Handelsbilanz in die Steuerbilanz übernommen. Dabei können jedoch nach § 5 Abs. 6 EStG steuerliche Sondervorschriften, z. B. der § 6 EStG und § 6b EStG zu beachten sein.
Die Anschaffungs- und Herstellungskosten werden nach § 7 EStG auch zur Berechnung der Absetzung für Abnutzung herangezogen.